# Jacopo Sadoleto

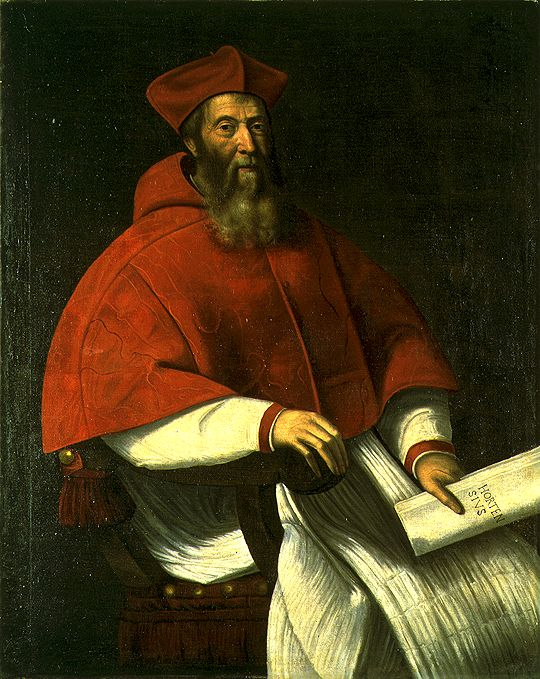
Jacopo Kardinal Sadoleto

Jacopo Sadoleto (* 12. Juli 1477 in Modena; † 18. Oktober 1547 in Rom) war ein italienischer Kardinal, humanistischer Gelehrter und katholischer Reformer in der Renaissance.

## Leben
Nachdem er als Fachmann für klassische Sprachen großes Ansehen erlangt hatte und auch als Dichter hervorgetreten war – von ihm stammt das anlässlich der Auffindung der Laokoon-Gruppe 1506 verfasste Werk De Laocoontis statua – wurde er 1513 Sekretär des Papstes Leo X., und 1517 auch Bischof von Carpentras. 1536 war Sadoleto einer von jenen reformerisch gesinnten Geistlichen, denen Papst Paul III. am 22. Dezember 1536 die Kardinalswürde verlieh. Er erhielt im Januar 1537 San Callisto als Titelkirche. Noch 1537 wurde er vom Papst in die Neunerkommission unter Gasparo Contarini berufen. Diese befasste sich mit der Vorbereitung der Themen des Konzil von Trient. Sadoleto unternahm einige Versuche, Protestanten für den Katholizismus zurückzugewinnen. 1539 wandte er sich in einem Brief an die Einwohner Genfs, wurde jedoch von Johannes Calvin zurückgewiesen. Als päpstlicher Gesandter versuchte er 1542 vergeblich, Kaiser Karl V. und König Franz I. zu versöhnen, um einen Weg zur Einberufung des allgemeinen Kirchenkonzils zu öffnen.